# 1989-es Giro d’Italia
Az 1989-es Giro d’Italia volt a 72. olasz kerékpáros körverseny. Május 17-én kezdődött és június 10-én ért véget. Végső győztes a francia Laurent Fignon lett.

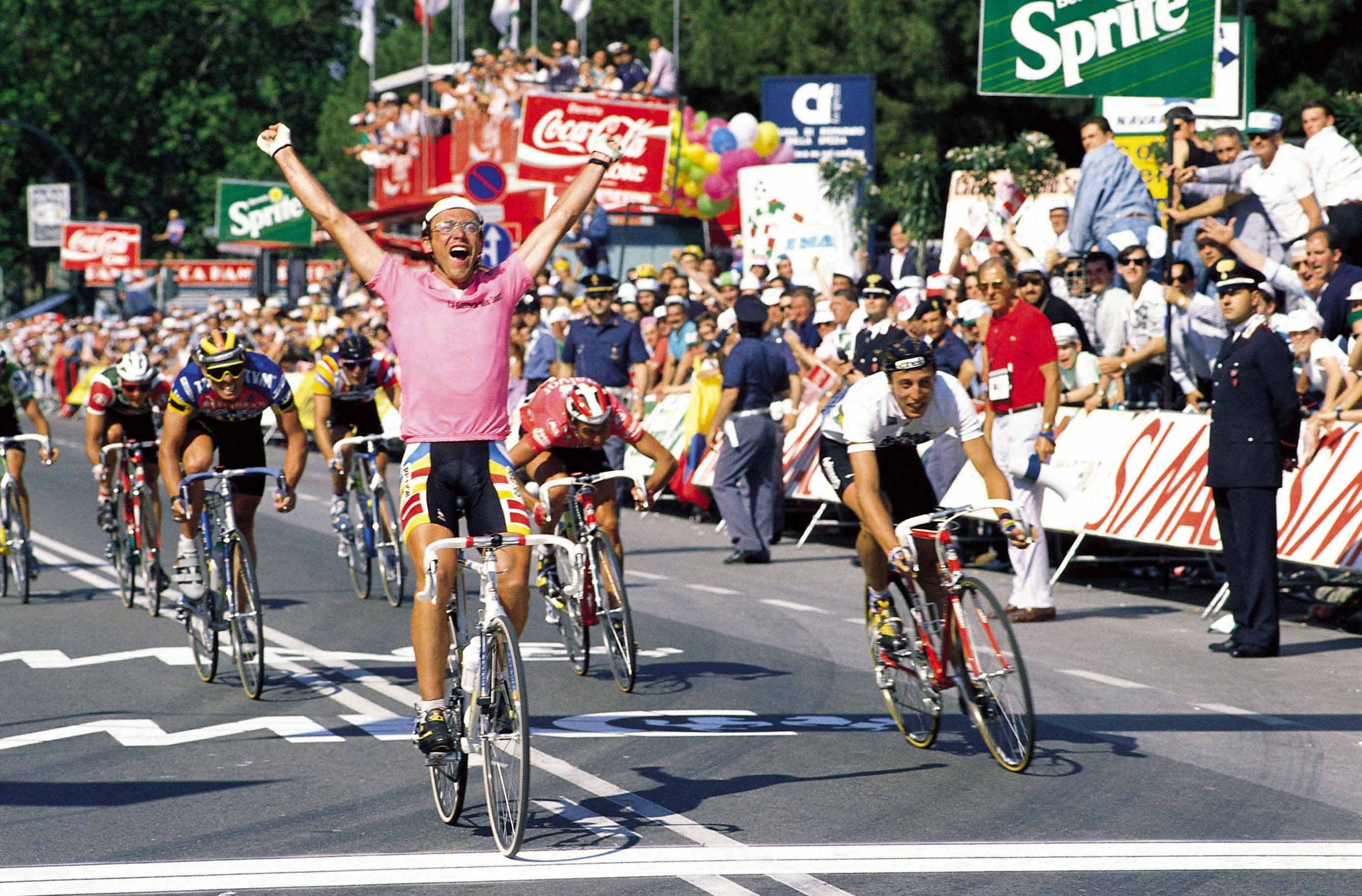
Laurent Fignon

## Végeredmény
|    | Versenyző          | Idő           |
| -- | ------------------ | ------------- |
| 1  | Laurent Fignon     | 93 óra 30' 16 |
| 2  | Flavio Giupponi    | + 1' 15       |
| 3  | Andy Hampsten      | + 2' 46       |
| 4  | Erik Breukink      | + 5' 02       |
| 5  | Franco Chioccioli  | + 5' 43       |
| 6  | Urs Zimmermann     | + 6' 28       |
| 7  | Claude Criquielion | + 6' 34       |
| 8  | Marco Giovannetti  | + 7' 44       |
| 9  | Stephen Roche      | + 8' 09       |
| 10 | Marino Lejarreta   | + 8' 09       |